# Gīl Chālān
Gīl Chālān (persiska: Gīlchālān-e Bālā, گیل چالان) är en ort i Iran.   Den ligger i provinsen Gilan, i den nordvästra delen av landet, 280 km nordväst om huvudstaden Teheran. Gīl Chālān ligger 27 meter över havet och antalet invånare är 861.
Terrängen runt Gīl Chālān är platt åt nordost, men åt sydväst är den kuperad.Runt Gīl Chālān är det tätbefolkat, med 493 invånare per kvadratkilometer. Närmaste större samhälle är Reẕvānshahr, 3,7 km norr om Gīl Chālān. I omgivningarna runt Gīl Chālān växer i huvudsak blandskog.